# 東川王
東川王（とうせんおう、209年 - 248年9月）は、高句麗の第11代の王（在位:227年 - 248年）。姓は高、諱は憂位居、幼名は郊彘。東壌王ともいう。先代の山上王の子であり、213年に太子に立てられ、227年5月に先王の死去により王位に就いた。『三国史記』は中国史書が記す「位宮」を山上王とするが、年代的には東川王に当たると見られる。

## 治世
魏・呉の対立の構図とそれに関わる遼東の公孫氏の動向が、高句麗の外交にも大きく影響を与えた。公孫氏は魏・呉に両属する体制を続けていたが、呉との連携を脅威とした魏は公孫氏を責めたて、公孫淵は233年12月に呉の使者を斬って魏への忠誠を表そうとした。このときに呉の使者60人ほどが高句麗に逃れ、呉王の詔勅を東川王に伝え、そのなかに高句麗に対して遼東の領有を認めることが記されていたために、高句麗は呉と同盟することとなった。しかし東川王は236年7月には呉の使者を斬り捨ててその首を魏に送り、その後は魏の改元を祝う使者を遣わす（237年）、魏の司馬懿が公孫淵を討つ際に兵を派遣して援助する（238年）など、魏に傾いた外交をしていた。公孫氏の滅んだ後242年に遼東の西安平県を襲撃した後には、魏と対立し、244年8月には毌丘倹に攻め入られ、国都である丸都城を陥落させられた。このとき東川王は南沃沮まで逃れたが、王を支えたのは五族の者ではなく、王直属の東部の密友・紐由、下部の劉屋句などであった。紐由は偽りの投降の後に魏の将軍を刺殺して相死にし、ようやく魏軍は退却することになって、東川王は国都に戻ることができた。戦後の論功行賞では専ら直属の密友・劉屋句らが恩賞を受け、部族制国家に依拠した王権から、貴族制性格への転機となったと見られている。国都丸都城が荒廃したことにより、245年に新たに平壌城を築いて遷都した。ただしこの時期の平壌には魏の楽浪郡があるため、丸都城の別名または集安地方の域名とする説がある（→井上訳注1983 p.116）。
中国以外との交流としては、245年3月には日本海地方の人が美女を献じたので後宮にいれ、また同年10月には新羅の北辺を侵攻し、248年2月には新羅側から使者を送って来たのを受けて新羅と和を結んでいる。
在位22年にして248年9月に死去し、柴原に埋葬され、東川王と諡される。近臣には殉死を願う者が多かったが、次の中川王は殉死を許さなかった。しかし葬儀の日になると墓所に来て殉死する者が多かったので、国人が柴を伐って殉死者の屍を覆った。そこでこの地は柴原と名づけられたという。故国川王以来、高句麗王の諡号は埋葬地の名にちなんだものが多いなかで、東川王については埋葬地の名と諡号との違いがあるだけでなく、葬儀に関連して地名の変遷を記す記事がつけられているのが特徴的である。